# Ho (kana)
ほ in hiragana o ホ in katakana è un kana giapponese che rappresenta una mora. La sua pronuncia è [ho].
| Forma                       | Rōmaji          | Hiragana                   | Katakana                   |
| --------------------------- | --------------- | -------------------------- | -------------------------- |
| Normale h- (ほ行 ha-gyō)    | ho              | ほ                         | ホ                         |
| Normale h- (ほ行 ha-gyō)    | hou hoo hō, hoh | ほう, ほぅ ほお, ほぉ ほー | ホウ, ホゥ ホオ, ホォ ホー |
| dakuten b- (ぼ行 ba-gyō)    | bo              | ぼ                         | ボ                         |
| dakuten b- (ぼ行 ba-gyō)    | bou boo bō, boh | ぼう, ぼぅ ぼお, ぼぉ ぼー | ボウ, ボゥ ボオ, ボォ ボー |
| handakuten p- (ぽ行 pa-gyō) | po              | ぽ                         | ポ                         |
| handakuten p- (ぽ行 pa-gyō) | pou poo pō, poh | ぽう, ぽぅ ぽお, ぽぉ ぽー | ポウ, ポゥ ポオ, ポォ ポー |

## Scrittura

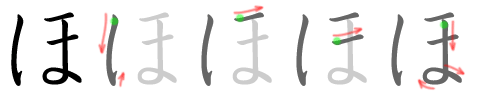
Stile di scrittura di ほ

L'hiragana ほ è composto da quattro segni:
1. Tratto verticale.
2. Tratto orizzontale a destra del primo
3. Tratto orizzontale, sotto il secondo e leggermente più corto.
4. Tratto verticale che attraversa il secondo e terzo segno, terminante con un inarcamento.

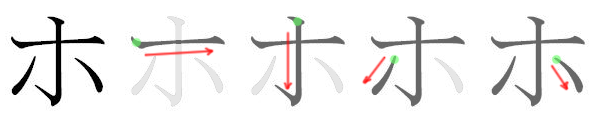
Stile di scrittura di ホ

Il katakana ホ è formato da quattro segni:
1. Tratto orizzontale
2. Tratto verticale, terminante con un piccolo segno orizzontale verso sinistra.
3. Tratto diagonale, da destra verso sinistra, sotto il primo segno e di fianco al centro del secondo.
4. Tratto diagonale, da sinistra verso destra, sotto il primo segno e di fianco al centro del secondo.